# Michał Bogdziewicz
Michał Bogdziewicz – polski biolog, naukowiec.
W kwietniu 2017 roku uzyskał stopień doktora w dyscyplinie nauk biologicznych na podstawie pracy Oddziaływania rośliny-zwierzęta w zmiennym środowisku: jak lata nasienne oraz depozycja azotu wpływają na populacje konsumentów oraz na roznoszenie i konsumpcję nasion obronionej na Uniwersytecie im. Adama Mickiewicza w Poznaniu pod kierunkiem Rafała Zwolaka. W 2020 roku otrzymał stopień doktora habilitowanego w naukach biologicznych na podstawie pracy Bezpośrednie i ewolucyjne przyczyny występowania lat nasiennych u drzew. Od 2023 jest dyrektorem Centrum Biologii Lasów na Wydziale Biologii UAM. Autor ponad 80 publikacji naukowych z zakresu biologii lasów, w szczególności ekologii reprodukcji drzew, lat nasiennych, oraz biologii zmian klimatycznych.  
W 2017 roku otrzymał stypendium naukowe Miasta Poznania. Stypendysta Fundacji na Rzecz Nauki Polskiej oraz Ministerstwa Nauki i Szkolnictwa Wyższego. Laureat Nagrody Naukowej Miasta Poznania w 2021 roku. Laureat Nagrody Naukowej NCN w 2022 roku w dziedzinie nauk o życiu. Za badania nad ekologią reprodukcji drzew otrzymał Medal Tansley'a przyznawany przez New Phytologist Trust, jest pierwszym Polakiem z tym wyróżnieniem. W 2023 roku otrzymał nagrodę Ministerstwa Nauki i Edukacji za wybitne osiągnięcia naukowe. Członek Akademii Młodych Naukowców Polskiej Akademii Nauk. Kierownik licznych grantów Narodowego Centrum Nauki oraz Europejskiej Rady Badań. 
Żonaty, ma syna.